# José Antonio Páez
José Antonio Páez, född 13 juni 1790, död 6 maj 1873, var överbefälhavare i Venezuelas armé under striderna mot Spanien under det Venezuelanska självständighetskriget, och blev Venezuelas president då landet uppnådde sin självständighet. Han var president under tre perioder (1830–1835; 1839–1843 samt 1861–1863). Han anses vara ett typiskt exempel på en latinamerikansk caudillo från 1800-talet.
Páez föddes i Curpa, i delstaten Portuguesa i Venezuela. Hans far hade en låglöneanställning hos kolonisationsregeringen. Páez gifte sig när han var 20, när hans far redan var död, och började jobba med boskapshandel.
I slutet av 1810-talet gick han med i en kavalleriskvadron, ledd av en tidigare arbetsgivare, som bildades i syftet att strida mot kolonisatörerna. 1813 begärde han att få lämna skvadronen; han tänkte bilda och leda en egen, vilket han senare också gjorde när han gick med i den västerländska republikanska armén som sergeant.
Páez började stiga i graderna genom att genom åren vinna flera sammandrabbningar över rojalisterna med sin skvadron av män från slätterna (llaneros). Han kom att kallas för "El Centauro de los Lanos" (kentauren från slätterna) och "El Leon de Payara" (lejonet från Payara).
Paez hade lett striderna på slätterna medan Simón Bolívar var upptagen med den östra delen av landet. I början av 1818 möttes de båda männen för att diskutera hur de kunde förbättra koordinationen i sin gemensamma kamp. Efter att ha deltagit i en del strider i centrala landet beordrades Páez att återvända till de västra slätterna, där han intog staden San Fernando i Apure från spanjorerna.

## Las Queseras del Medio
Páez vann alla sex större slag som han som befälhavare deltog i, varav den mest hyllade segern var den vid slaget vid Las Queseras del Medio.
Det var i april 1819 som Bolívar vid Araucafloden, söder om Apureslätterna, mötte general Páez kavalleridivision som hade slagit läger på den mäktiga flodens södra bank, ungefär 480 kilometer söder om staden Caracas. Tillsammans utgjorde Páez slättsoldater och Bolívars trupper ungefär 3000 soldater. Den spanske generalen Pablo Morillos armé, som uppehöll sig vid andra sidan av floden, vid "Las Queseras del Medio", ungefär 1,5 kilometer från flodbanken, var 6000 soldater stark.
Páez och 153 av hans soldater red över floden och tog sig ungefär tre kilometer norr om Morillos läger. Efter att ha nått den skyddande branta flodbanken på andra sidan formerade Páez sina män till sex eller sju plutoner och drog fram genom den öppna savannen. När Morillo fick syn på Páez organiserade han sina styrkor; en förtrupp på 800 kavallerister utrustade med lansar, och 200 kavallerister utrustade med karbiner, vilka han placerade i mitten av sitt infanteri och artilleri och anföll. Páez och hans män tog till reträtt i riktning mot en av Bolívars infanterienheter. Morillos kavalleri försökte omringa Páez genom att flankera honom på båda sidor. Páez beordrade då en av sina plutoner att anfalla infanteriet i mitten. Syftet med ordern var att tvinga de två flankerna av kavallerister att återsamlas i mitten, varvid Páez skulle kalla tillbaka sina män för att undvika att bli indragen i strid. Manövern lyckades, vilket skapade stor oreda i de rojalistiska leden och fick de två flankerna att sammanblandas till en tät massa.
Det var vid den här tidpunkten, med det spanska kavalleriet tätt i hälarna, som Páez gav sin berömda order, Vuelvan Caras! (vänd om) och beordrade sina soldater att anfalla den förbryllade fienden; många nutida historiker tror att den faktiska ordern löd "Vuelvan carajo!". "Carajo" var en spansk svordom och ströks antagligen från historieböckerna. Det spanska kavalleriet vände om och flydde i panik och förvirring. De spanska förlusterna uppgick till 400 döda, och Páez förlorade åtta män.
Efter slaget gav Bolívar Páez och hans män priset Cruz de los Libertadores (Befriarnas kors).

## Carabobo
I slutet av 1820 slöts ett vapenstillestånd med spanjorerna och ett tillfälligt uppehåll av fientligheterna började. Utvecklingen ledde emellertid till att vapenstilleståndet blev svårt att upprätthålla och det beslutades följaktligen, den 28 april 1821, att det skulle upphöra.
Alla fem större grupper av stridande i den venezuelanska armén skulle börja röra sig mot landets centrala delar, vissa på grund av att de skulle ingå i större enheter och vissa på grund av att de skulle skydda området och förhindra spanska förstärkningar att nå den spanska armén.
I början av juni 1812 delades de 6500 soldaterna i den republikanska armén upp och organiserades i tre divisioner. Den första divisionen, som bestod av 2500 soldater, stod under Páez befäl och bildade två bataljoner: Bravos de Apure och Cazadores Britanicos (brittiska jagare, eller som de översattes till engelska, the British Legion) och sju kavalleri-regementen.
Den 20 juni strålade alla tre republikanska divisioner samman från olika håll på Carabobos slätter. Med rojalisterna väl befästa i mitten och södern gavs Páez den 21 juni kommando över ytterligare ett kavalleriregemente och gavs order att förena det med hans egen division genom höjderna på norra sidan och in på slätterna för att anfalla spanjorerna. Detta skulle ske samtidigt som den andra divisionen skulle hålla sig bakom Páez och den tredje förbli i defensiv position i väntan på att anfalla fienden i mitten.
När den spanska kommendanten Miguel de la Torre såg Páez män närma sig beordrade han ett av sina elitförband, burgorna, att förstärka och försvara den norra flanken. Till en början anföll spanjorerna Bravos de Apure så häftigt att de var tvungna att retirera två gånger. Páez skickade sina Cazadores Britanicos till undsättning och tillsammans lyckades de slå tillbaka spanjorerna; vid det laget var de själva förstärkta av två bataljoner. Allteftersom striderna intensifierades skickade de la Torre fler trupper till den norra sidan. Páez skickade då sitt kavalleri längre norrut för att flankera spanjorerna och komma ner på slätten bakifrån. Vid den tidpunkten var striderna utan tvekan till spanjorernas nackdel, vilka i desperation fortsatte att sända förstärkningar. Under tiden vann Páez män mer och mer terräng och närmade sig spanjorerna från alla håll. Vissa av de spanska bataljonerna som var tänkta att förena sig med och förstärka striderna vid norr, retirerade då de såg hur det gick för deras kamrater. När det började bli uppenbart att republikanerna höll på att vinna slaget rörde sig de andra divisionerna framåt, men huvudparten av arbetet hade redan gjorts av Páez och hans män.
Med Caraboboslaget avgjordes den spanska arméns militära öde för gott. Segern bars av Páez. Bolívar utnämnde honom på plats till republikanska arméns överbefälhavare.
Spanjorerna förlorade över 65 % av sina soldater i slaget; överlevarna sökte skydd i slottet Puerto Cabello, vilket, fram till dess att det intogs av Páez och hans soldater 1823, var Spaniens sista fäste i Venezuela.

## Politik, La Cosiata

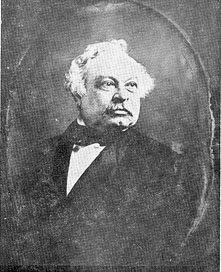
José Antonio Páez.

Efter Caraboboslaget erhöll Páez titeln Generalkommendant över provinserna Caracas och Barinas (vid den tiden inkluderades där de viktiga regionerna Caracas, Barquisimeto, Barinas och Apure).
Det hade länge varit Bolívars dröm att ena de befriade spanska provinserna till ett enda stort land: La Gran Colombia. Det utgjordes av dagens Colombia, Venezuela, Ecuador och Panama. När kriget mot Spanien led mot sitt slut började federalistiska och regionalistiska känslor återigen komma till liv.
Eftersom Bolívar var inblandad i en militär kampanj i Peru så kunde han inte fullfölja sina plikter som president i Gran Colombia. På grund av detta förlades den centrala makten till vicepresidenten Francisco de Paula Santander, från Nya Granada (dagens Colombia och Panama). Vissa ledare såg Gran Colombia som endast en militär nödvändighet, andra såg det som en verklig administrativ entitet. Därför uppstod förvirring mellan den centrala regeringen i Bogotá och provinserna och kommunerna. Detta fick Páez och vissa andra venezuelanska politiker att känna sig obekväma. 1826 startade således Páez en rörelse som skulle bli känd under namnet "La Cosiata" (ett ord som aldrig har existerat i det spanska språket och som på den tiden uppfanns för att beteckna denna rörelse med den ungefärliga betydelsen "den där konstiga saken utan namn").
La Cosiata började i april 1826 som en kvasispontan rörelse (huruvida den faktiskt existerade råder det delade meningar om hos historikerna) av lokala politiker och personligheter som stödde Páez mot ett beslut av kongressen i Santa Fe de Bogotá. Många politiker ville ha bort Páez från sitt kontor; de anklagade honom för att missbruka sin auktoritet i förhållande till att utföra order från Bogotá - order som Páez inte gillade särskilt mycket - den tvångsmässiga rekryteringen av män till armén. Kongressen i Bogotá, vilken inkluderade flera venezuealaner, mottog anklagelserna mot Páez från Venezuela, vilka påstod att Páez inte hade förstått vidden av sina order och att han hade överträtt dem i utförandet. Kongressen beslutade att den själv kunde döma Páez för sina gärningar och beordrade honom att komma till Bogotá för rättegång. Till en början var Páez villig att gå men nu kände sig de lokala politikerna förolämpade av kongressen för att de var tvungna att gå ända till Bogotá för att närvara vid rättegången. Efter några dagar av osäkerhet och spänning på gatorna bröt kommunen Valencia med Bogotá och anslöt sig själv till Páez som militär ledare. Under de följande dagarna anslöt sig fler kommuner till Páez, bland andra Caracas, vilken var en av de första som hade anklagat Páez.
I juli förklarade Santander att Páez öppet revolterade mot den centrala regeringen. Samtidigt som allt detta hände skrev Páez till Bolívar och bad honom att komma tillbaka och lösa frågan.
Páez och hans anhängare var villiga att låta Bolívar bli översta ledare, men de var motvilligt inställda till Santander. De förändringar som de ville ha införda i konstitutionen ville de att Bolívar skulle genomföra som del av Gran Colombia.
Bolívar återvände slutligen från sina kampanjer i södern och tog kontrollen över makten i slutet av 1826 och tog på sig de extra maktbefogenheter som kongressen hade beviljat honom. En brevkonflikt mellan Santander och Bolívar, och Bolívar och Páez, skapade en stor osäkerhet gällande hans nästa drag. Slutligen deklarerade han en allmän amnesti till alla dem som hade varit involverade i La Cosiata, tilläggande att all olydnad mot honom från den tidpunkten skulle betraktas som ett brott mot staten. Páez välkomnade Bolívar och accepterade hans auktoritet och Bolívar utnämnde honom till översta civila och militära ledare över Venezuela. Denna handling förvirrade och gjorde Santander och flera andra lokala makthavare i Venezuela som inte hade stöttat La Cosiata besvikna. Dessa fick se sig själva sparkas eller bli flyttade till andra tjänster till förmån för de som hade stöttat Páez.
Fram till La Cosiata hade Páez varit mest respekterad på grund av hans militära framgångar under kriget. Nu började han emellertid ses som en politiker med kraften och listen att fullfölja och försvara vilka förändringar som helst, eller vidhållande av förhållanden som de var, under konstitutionen. Páez kom ut från La Cosiata - den konstiga saken utan namn - med mer makt än han hade haft förut.

## President
1830 utropade Páez Venezuelas självständighet från Gran Colombia och blev president. Även om han inte var Venezuelas första president (vilken förklarade Venezuela självständigt från Spanien redan 1811 och hette Cristobal Mendoza) så var han den förste statschefen efter brytningen med Gran Colombia. 1842 lät Páez flytta Simón Bolívars kvarlevor från Santa Maria i Colombia till Bólivars hemstad Caracas. Hela processionen hölls högtidlig med pompa och ståt innan Bolívar begravdes i Caracas katedral.
Páez skulle komma att inneha presidentskapet ytterligare två gånger, dels 1839–1842, dels 1861–1863. Han tvingades i exil från landet 1850 och återvände inte förrän 1858. 1861 blev han suverän diktator och styrde landet endast under två år innan återigen tvingades i exil. Páez flyttade till New York där han dog 1873.